# Thomas Piketty
Thomas Piketty [tɔma pikɛti] (født 7. maj 1971 i Clichy ved Paris) er en fransk økonom, som især forsker i økonomisk ulighed med hensyn til formue- og indkomstfordeling. Han blev kendt i offentligheden med udgivelsen af bogen Le Capital au XXIe siècle (på dansk: Kapitalen i det 21. århundrede) i 2013, og især med udgivelsen af den engelske oversættelse Capital in the Twenty-First Century året efter. Bogen opsummerer meget af hans forskningsmæssige arbejde og pointerer især kapitalens og formueindkomsternes stigende betydning.

## Liv og arbejde

### Uddannelse
Piketty studerede økonomi ved École Normale Supérieure, fra han var 18 år. Som 22-årig fik han sin Ph.D.-grad for en afhandling om fordelingspolitik.

### Karriere
Fra 1993 til 1995 underviste Piketty i økonomi ved Massachusetts Institute of Technology. I 1995 blev han ansat ved Centre national de la recherche scientifique, CNRS, og ledte fra 2000 studierne ved École des hautes études en sciences sociales (EHESS). Han var endvidere med til at grundlægge École d´économie de Paris i 2007.
I 2013 fik Piketty tildelt Yrjö Jahnsson-prisen, som gives en gang om året af den europæiske sammenslutning af økonomer European Economic Association (EEA) til en fremtrædende europæisk økonom under 45 år, som har ydet et betydningsfuldt bidrag inden for teoretisk eller anvendt forskning.

### Arbejde
Piketty behandler både teoretiske og normative spørgsmål i sit arbejde om økonomisk ulighed. Et forskningsprojekt om højindkomstgrupper i Frankrig førte til offentliggørelsen af Les hauts revenus en France au XXe (Højindkomster i Frankrig i 1900-talet) (Grasset, 2001), baseret på statistik, som dækker hele århundredet på baggrund af data fra skattemyndighederne.
Piketty påviste i sin bog, at uligheden i indkomster sank mærkbart i 1900-talet, især efter anden verdenskrig, i høj grad på grund af en mindre ulighed i ejendomsbesiddelsen, mens lønspredningen (lønforskellene) forblev uændret. Ifølge Piketty var den lavere ulighed et resultat af en kraftig stigning i den progressive indkomstskat efter krigen, som forstyrrede dynamikken i akkumulationen af fast ejendom ved at begrænse overskuddet til rådighed for de største formuebesiddere.
Han er modstander af det fald i beskatningen, der har fundet sted i Frankrig siden sidst i 1900-tallet, fordi han mener, at det bidrager til genopbygningen af den tidligere "rentierklasses" store formue. At erstatte denne økonomisk inaktive samfundsklasse, som tidligere dominerede indkomsthierarkiet, med folk, som tjener deres indkomster ved arbejde, vil ifølge Piketty føre til mindre ulighed og højere økonomisk vækst.
Med statistik har Piketty også forsøgt at vise, at Laffereffekten, som siger, at man efter et vist toppunkt vil få større skatteindtægter ind ved at sænke skattesatsen, antagelig er uden betydning i Frankrig.

### Sammenlignende studier
Derefter påbegyndte Piketty sammenligninger af ulighedens dynamik i andre udviklede lande sammen med andre økonomer, især Emmanuel Saez. Disse studier blev udgivet i forskellige førende tidsskrifter eller på tilsvarende forlag. 
Et hovedresultat var, at de engelsksprogede lande i de sidste 30 år har oplevet en genopblussen af stærk ulighed efter et fald efter anden verdenskrig på linje med Kontinentaleuropas.

### Kritik af Kuznets-kurven
Ifølge Piketty er den tendens, Simon Kuznets kunne iagttage i starten af 1950'erne, ikke nødvendigvis et produkt af økonomiske kræfter, men har andre årsager. Derfor er Kuznets-kurven, der forudsiger et fald i uligheden for rige lande, heller ikke en pålidelig forudsigelse af samfundsudviklingen. I USA er uligheden vokset kraftigt i de sidste 30 år og vendt tilbage til situationen i 1930'erne.

### Andre indsatsområder
Piketty har også beskæftiget sig med områder som ulighed i skolesystemet og det franske pensionssystem. Han er desuden klummeskriver i den franske avis Libération og skriver jævnligt debatindlæg i Le Monde.

### Kapitalen i det 21. århundrede
Thomas Piketty har interesseret sig for den "nygamle" ulighed og har samlet sine tanker og forskningsresultater i bogen Kapitalen i det 21. århundrede (Le Capital au XXIe siècle), en bog, som hurtigt har fået et enormt gennemslag langt uden for den fransksprogede verden.
Pikettys analyse af de to foregående århundreder viser, at kapitalen i sit naturlige forløb ikke har nogen tendens til at spredes, men tværimod snarere koncentreres på få hænder. Udviklingen af velstanden fra 1930'erne til efterkrigstiden er at betragte som en atypisk historisk parentes, skabt af depressionen og verdenskrigen.